# Kunkel Imre
Kunkel Imre (Vát, 1846. augusztus 4. – Budapest, 1895. május 28.) jószágigazgató, közel kilenc éven át a központi tejcsarnokszövetkezet igazgatója, majd pedig haláláig – a földmivelésügyi kormány támogatásával – a Hungária vajkiviteli részvénytársaság alapító ügyvezető igazgatója volt. Jelentős szerepe volt Mátyásföld villanegyedének létrejöttében és első néhány évi gyarapodásában.

## Élete
A Vas vármegyei Felsőszilvágyról származott. Nősülésekor Alpáron élt, menyasszonya pedig Ottohofban lakott – mindkét puszta a futaki uradalomhoz tartozott.
1871-től a Magyaróvári Magyar Királyi Gazdasági Felsőbb Tanintézetben tanult.
1884 nyarán még Hatvani Deutsch Bernát bujáki uradalmában volt jószágigazgató – a birtokot az év decemberében Károlyi Gyula vásárolta meg. 1885. évelejétől már a Budapesti Központi Tejcsarnok Szövetkezet üzletvezető, majd vezérigazgatója volt egészen 1893 novemberéig. Több helyen tévesen a tejcsarnok alapítójaként említik, Kunkel azonban csak a megalapítás után 2 évvel kapott ott pozíciót, de ez nem csorbít azon, amit a vállalat sikeréért és fejlődéséért tett, aminek köszönhetően eztán a vajkiviteli társaság élére helyezték.
E mellett a Beniczky-birtokok gondozójaként a nevéhez fűződik Mátyásföld eszméje, melyhez Beniczky Gábor földbirtokos igen jutányosan 75 holdnyi területet biztosított, utakat, 72 hold erdőt és egy a fővárosi igényeknek megfelelő mulató-házat is felajánlott. A fővárosi magántisztviselők körében 1887-ben hirdette meg egy villaépítő szövetkezet ötletét az akkor még csak létesítendő Budapest-cinkotai helyiérdekű vasút állomáspontján – áprilisig mintegy 75 tisztviselő jelezte csatlakozását. Decembertől a megalakult Mátyásföldi villatulajdonosok egyesületében a pénztárnoki tisztséget látta el. A telep hamar fejlődésnek indult. Kunkel az egyesület 1894. május 30-i közgyűlésén Szeniczey Ödön elnökkel együtt mondott le választmányi tagságról, miután mindketten eladták mátyásföldi ingatlanjaikat és elköltöztek.
1890-ben tejes edényeket zároló szerkezetre adott be szabadalmat.
1893 őszétől a vajkiviteli társaság megszervezésén dolgozott. Korábbi posztjairól lemondott. 1894 májusától a frissen megalakult Hungária országos magyar vajkiviteli részvénytársaság alapító vezérigazgatója lett.
1895. május 28-án 48 évesen halt meg szívszélhűdésben, a Hungária rt. Dalszínház utca 10. alatti irodájában. Feleségével, Kleiszner Vilmával ekkor 23. éve voltak házasok. Esküvőjük 1873. május 27-én Újfutakon volt. Közösen a Barcsay u. 8. számú ház tulajdonosai voltak (1886-ban építkeztek a telekre, amit 3 évre eladtak, de 1895 januárjában visszavásárolták).
Lánya, Kunkel Krisztina (Tina, Tinike), 1893. október 28-án ment férjhez Szalay József pénzügyi fogalmazóhoz.
Az ó-mátyásföldi villanegyed központi tengelyét képező, Mátyásföld, Imre utca megállóhelytől a Mátyás király térig vezető Imre utca róla kapta nevét 1889-ben.